# Epictia albipuncta
Epictia albipuncta — вид змій родини струнких сліпунів (Leptotyphlopidae). Мешкає в Південній Америці. Вид названий на честь німецько-перуанського зоолога Вольфганга Карла Вейрауха.

## Поширення і екологія
Epictia albipuncta мешкають в Аргентині, Болівії і Парагваї. Вони живуть на луках і саванах, в чагарникових заростях і лісах. Відкладають яйця.